# Марксистичка економија
Марксистичка економија, или марксистичка школа економије, хетеродоксна је школа економске мисли. Њени темељи се могу пратити до критике класичне политичке економије у истраживањима Карла Маркса и Фридриха Енгелса. Марксистичка економија сажима неколико различитих теорија и укључује више школа мишљења, које су понекад супротстављене једна другој, а у многим случајевима марксистичка анализа се користи за допуну или доградњу других економских приступа. Иако неко не мора нужно бити политички марксиста да би био економски марксиста, два термина коегзистирају у употреби а нису синоним. Деле семантичко поље а истовремено омогућавају конотативне и денотативне разлике.
Марксистичка економија се различито бави анализом кризе капитализма, улоге и дистрибуције вишка производа и вишка вредности у различитим врстама економских система, природе и порекла економске вредности, утицаја класа и класне борбе на економске и политичке процесе и процес економске еволуције.
Марксистичка економија, посебно у академији, разликује се од марксизма као политичке идеологије, као и од нормативних аспеката марксистичке мисли, с тим што је Марксов оригинални приступ разумевању економије и економског развоја интелектуално независан од његовог сопственог заговарања револуционарног социјализма. Марксистички економисти се не ослањају у потпуности на дела Маркса и других надалеко познатих марксиста, већ црпе из различитих марксистичких и немарксистичких извора.
Иако се марксистичка школа сматра хетеродоксном, идеје које су произишле из марксистичке економије допринеле су разумевању глобалне економије. Одређени концепти развијени у марксистичкој економији, посебно они који се односе на акумулацију капитала и пословни циклус, прилагођени су за употребу у капиталистичким системима (на пример, концепт креативне деструкције Јозефа Шумпетера).
Марксов магнум-опус на политичку економију био је Капитал у три свеска, од којих је за његовог живота објављен само први (1867); остале је објавио Енгелс из Марксових белешки. Једно од Марксових раних дела, Критика политичке економије, углавном је уклопљено у Капитал, посебно почетак првог свеска. Марксове белешке из припрема за писање Капитала објављене су 1939. године под насловом Grundrisse (Економски рукописи 1857—1859).